# Bram van der Zee
Bram van der Zee (Amsterdam, 1961) is een voormalig korfballer. Hij werd meerdere malen Nederlands kampioen en speelde ook voor het Nederlands korfbalteam.
Zijn nichtje Kim Cocu was ook een speelster op het hoogste niveau en Oranje. In 1995 stopte Van der Zee als speler op het hoogste niveau.

## Allen Weerbaar
Van der Zee begon met korfbal bij het Amsterdamse Allen Weerbaar. Hij debuteerde in 1980 in de hoofdmacht van de selectie, toen hij 19 jaar was.
Hij speelde daar onder andere samen met Koos Snel en won in zijn eerste seizoen meteen de zaaltitel (1981).
In seizoen 1983-1984 stond Allen Weerbaar weer in de zaalfinale. Daar trof het het Delftse Fortuna. Het werd een nipte 12-11 overwinning voor AW en zodoende was Van der Zee voor de tweede keer Nederlands zaalkampioen.

## Oost Arnhem
In 1986 vond er een enorme verschuiving plaats in de top van korfballend Nederland. Zowel Bram van der Zee als Erik Wolsink, topspeler van Deetos verhuisden naar Oost-Arnhem.
Al voor seizoen 1986-1987 begon werden deze twee korfballers het koningskoppel van het korfbal genoemd en tipte men Oost Arnhem als grote titelkandidaat.
In seizoen 1986-1987, het eerste seizoen van Wolsink en Van der Zee bij Oost Arnhem, haalde het volgens de verwachting de zaalfinale. In deze finale werd met 12-8 gewonnen van PKC.
In seizoen 1987-1988 stond Oost Arnhem wederom tegen PKC in de finale. Het werd een grotere overwinning dan het jaar ervoor, want in deze finale was Oost Arnhem met 14-8 te sterk.

## Terug naar Amsterdam
Na 2 seizoenen bij Oost-Arnhem ging Van der Zee in 1988 weer terug naar Allen Weerbaar.
Hij speelde met deze ploeg geen finales meer en moest toekijken hoe zijn oude ploeg Oost-Arnhem in 1989 en 1991 nog in de zaalfinale stond.
In 1992 verhuisde hij nog 1 keer van club en ging spelen bij het naburige DEVD. Hij speelde hier t/m 1995.

## Erelijst
- Nederlands kampioen zaalkorfbal, 4x (1981, 1984, 1987, 1988)
- Europacup kampioen, 2x (1988, 1989)

## Oranje
Van der Zee speelde 29 officiële interlands in het Nederlands korfbalteam. Van deze 29 caps speelde hij er 4 op het veld en 25 in de zaal.
Zo was hij in de WK 1984 finale zelfs topscoorder van de wedstrijd met 5 goals. De WK finale van 1991 noemt hij dieptepunt in zijn carrière. Van der Zee werd in de tweede helft van deze finale gewisseld door bondscoach Ben Crum voor de Fortuna vedette Hans Heemskerk. Uitgerekend Heemskerk miste een beslissende strafworp, waardoor Nederland de finale verloor van België.
Van der Zee won goud op de volgende toernooien:
- WK 1984
- World Games 1985
- WK 1987